# Olga Nazarova
Olga Vladimirovna Nazarova (rusko Ольга Владимировна Назарова), ruska atletinja, * 1. junij 1965, Tula, Sovjetska zveza.
Nastopila je na olimpijskih igrah v letih 1988 in 1992, obakrat je osvojila naslov olimpijske prvakinje v štafeti 4×400 m, leta 1988 še bronasto medaljo v teku na 400 m, leta 1992 pa je bila v slednji disciplini četrta. Na svetovnih prvenstvih je leta 1991 osvojila naslov prvakinje in leta 1987 podprvakinje v štafeti 4×400 m. Ob olimpijski zmagi je s sovjetsko reprezentanco postavila svetovni rekord v štafeti 4 x 400 m s časom 3:15,17, ki je aktualni svetovni rekord.